# 邳 (春秋)
邳（ひ）は、夏・殷・西周・春秋時代の諸侯国。国君は任姓であり、初代の国君は奚仲。

## 概要
夏の初代帝禹の在位中、奚仲は車正に任じられ、薛へ封じた。この薛の国は後に邳（後の下邳）の地に移ったため別名を邳といった。
紀元前418年に斉の将が薛を占領した。薛の人は下邳に再び移り、邳の国と称した。薛の国は靖郭君田嬰や戦国四君の一人である孟嘗君田文父子の封地となり、任姓であった薛は嬀姓が治める薛となった。その後、楚によって滅亡した。